# Phlebarcys uniplagiata
Phlebarcys uniplagiata är en insektsart som beskrevs av Schmidt 1910. Phlebarcys uniplagiata ingår i släktet Phlebarcys och familjen spottstritar. Inga underarter finns listade i Catalogue of Life.